# 1553
1553 (MDLIII) a fost un an comun al calendarului iulian, care a început într-o zi de duminică.

## Evenimente
- 1553-1564. Construirea Mănăstirii Slatina (Suceava) de către domnitorul Alexandru Lăpușneanu.

## Nașteri
- 28 februarie: Michel de Montaigne, scriitor francez (d. 1592)
- 1 aprilie: Henric al IV-lea al Franței, rege al Navarrei (1572-1610) și rege al Franței (1589-1610), (d. 1610)
- 30 aprilie: Louise de Lorraine-Vandémont, soția regelui Henric al III-lea al Franței (d. 1601)
- 14 mai: Margaret de Valois, regină a Franței și Navarrei, soția lui Henric al IV-lea (d. 1615)

## Decese
- 17 august: Carol al III-lea, Duce de Savoia, 66 ani (n. 1486)